# Михаил (Зинкевич)
Митрополи́т Михаи́л (укр. Митрополит Михаїл, в миру Тимофе́й Семёнович Зинке́вич, укр. Тимофій Семенович Зінкевич; род. 9 мая 1966, Лосятин, Тернопольская область) — епископ Православной церкви Украины (с 2019).
Ранее — архиерей Украинской православной церкви Киевского патриархата, митрополит Луцкий и Волынский (2004—2018).

## Биография
Родился 9 мая 1966 года в Лосятине Кременецкого района Тернопольской области. Отец парня был кузнецом, мать — колхозницей, работала в звене. Именно родители дали Тимофею элементарные библейские знания. Его старший брат — протоиерей Анатолий Зинкевич (1953—2019)
С 1973 по 1982 год обучался в восьмиклассной школе Лосятина. С 1981 по 1984 год обучался в СПТУ-1 в городе Почаеве, получив специальность «слесарь электронных изделий и автоматики».
С 1984 по 1987 год проходил воинскую службу в ВМФ ССР.
С 1987 по 1988 год работал в Почаевской лавре, а с 1988 по 1990 год в качестве пономаря работал в церкви Рождества Богородицы города Черкассы.
С 1990 по 1994 год обучался в Санкт-Петербургской духовной семинарии.
9 октября 1997 года митрополитом Луцким и Волынским Иаковом (Панчуком) (Украинская православная церковь Киевского патриархата) был рукоположён в сан диакона, а на следующий день был пострижен в монашество с наречением имени Михаил в честь святителя Михаила, первого митрополита Киевского и всея Руси. 12 октября 1997 года митрополитом Иаковом был рукоположён в сан иеромонаха. В течение 1997—2000 годов Михаил служил в Запорожском Свято-Троицком духовном центре имени Даниила Галицкого, а в 2000 — в Киевском Свято-Михайловском Златоверхом мужском монастыре.
Целеустремленность, личные качества и тесные связи с Митрополитом Иаковом (Панчуком) позволили Михаилу сделать довольно стремительную церковную карьеру. 21 октября 2000 года Священный Синод УПЦ КП принял решение об избрании Михаила епископом Сумским и Ахтырским. На следующий день во Владимирском кафедральном соборе Киева он был рукоположен во епископа Сумского и Ахтынского.
19 ноября 2002 года, после неожиданной смерти епископа Никона (Калембера), решением Священного Синода Михаил был перемещен на Черниговскую кафедру УПЦ КП, получив титул епископа Чернговського и Нежинского.
20 марта 2004 года, по совместительству, был назначен временно управляющим Сумской епархией.
18 мая 2004 года назначен епископом Луцким и Волынским, управляющим Волынской епархией УПЦ КП.
23 января 2012 указом патриарха УПЦ КП Филарета (Денисенко) возведён в достоинство митрополита.

### Участие в процессе создания ПЦУ
Весной 2018 года, после обращения Петра Порошенко к патриарху Варфоломею относительно предоставления украинской церкви Томоса Митрополит Михаил призвал волынских архиереев, священников и прихожан УПЦ МП поддержать процесс признания автокефалии Украинской Церкви: «Впервые за период независимости Украины можем наблюдать, что не только на словах, но и на деле начата реализация стремлений украинского общества иметь Единую Поместную Православную Церковь, независимую от иностранных духовно-политических центров и одновременно признанную Вселенским Православием… Вы неоднократно публично декларировали желание к единству Церкви в Украине. Сейчас наступило самое благоприятное время, чтобы слова и намерения подтвердить конкретными действиями. Призываю вас поддержать обращение Президента Петра Порошенко и Верховной Рады Украины к Вселенскому Патриарху Варфоломею, приобщиться к совместных усилий, направленных на преодоление церковного разделения, потому что единство Церкви является духовной основой любого государства и даст толчок к консолидации всего украинского общества./ Митрополит Луцкий и Волынский УПЦ КП Михаил».
Впоследствии Михаил еще не раз обращался к клириков Московского патриархата, отмечая, что им не стоит бояться объединения и потери своего положения, ведь статус каждого епископа и священника в единой поместной Церкви останется неизменным, так же, как и языковые и обрядовые традиции, присущие отдельным приходам: «Наши общие недруги распространяют слухи, будто бы в Киевском патриархате в последнее время воцарился дух „победителей“, дух презрения по отношению ко всем остальным православным пастырям. Уверяю вас, братья, что это совсем не так. У нас есть лишь предчувствие нашей общей победы, когда мы в воссоединенной Церкви — не параллельно, а вместе — будем служить Богу и ближним».
Накануне Пасхи Владыка Михаил провел в луцком кафедральном соборе Святой Троицы Божественную Литургию со специальными молитвенными просьбами и молебен за объединение всех православных украинцев в одной Церкви. После этого на Театральной площади города состоялся организованный им флешмоб в поддержку признания украинской автокефалии, в котором приняли участие декан собора протоиерей Николай Нецкар, представители УАПЦ и прихожане. По завершении выступлений участники совместно исполнили духовный гимн Украины «Боже, великий, єдиний»
В декабре 2018 года, перед Объединительным собором, митрополита Михаила называли одним из кандидатов на пост будущего предстоятеля Православной церкви Украины. Снял свою кандидатуру под давлением главы Киевского патриархата Филарета и президента Украины Петра Порошенко.
Во время подготовки к Объединительного собора Украинской православной церкви, митрополит Луцкий и Волынский Михаил назывался среди основных претендентов на престол в случае отказа Филарета возглавить «независимую украинскую церковь», хотя сам он избегал прямого ответа на вопрос намерен ли бороться за пост Предстоятеля «Заявления о моём предстоятельстве — это лишь высказывания наблюдателей, аналитиков о том, кто фаворит, а кто-нет. Я давно выбрал способ выполнять решения церкви. Церковь позовёт — пойдём (на предстоятельство), а если не позовёт — не пойдём. У нас в церкви нет самовыдвижения, и поэтому сказать, готов я или нет — не могу. Сначала от архиереев должно быть выдвижение кандидатур. А когда тебя выбирают, только тогда ты в конце говоришь, готов ли, делаешь ли самоотвод. Как я могу сказать готов ли я, если меня могут не выдвинуть?».
13 декабря 2018 года Украинская православная церковь Киевского патриархата провела Архиерейский собор, на котором обсудили процедуру избрания предстоятеля Православной церкви в Украине, предложения к проекту устава, созданного Синодом Вселенского патриархата, и определились с кандидатурой на пост предстоятеля поместной Церкви в Украине. По информации «Украинской правды» на соборе собрались около 40 архиереев, которые путём открытого голосования поддержали кандидатуру митрополита Епифания (Думенко), получивший почти 30 голосов. 12 архиереев поддержали митрополита Луцкого и Волынского Михаила.
Несмотря на поражение на Архиерейском соборе, Владыка Михаил, чувствуя поддержку значительного количества архиереев и несмотря на конфликт Епифания с духовенством УАПЦ, решил побороться за пост главы объединенной церкви самостоятельно. Бытовало также мнение, что именно Михаил был фаворитом Вселенского патриархата, где считали, что кандидат Филарета может занять слишком нейтральную позицию в противостоянии с РПЦ.

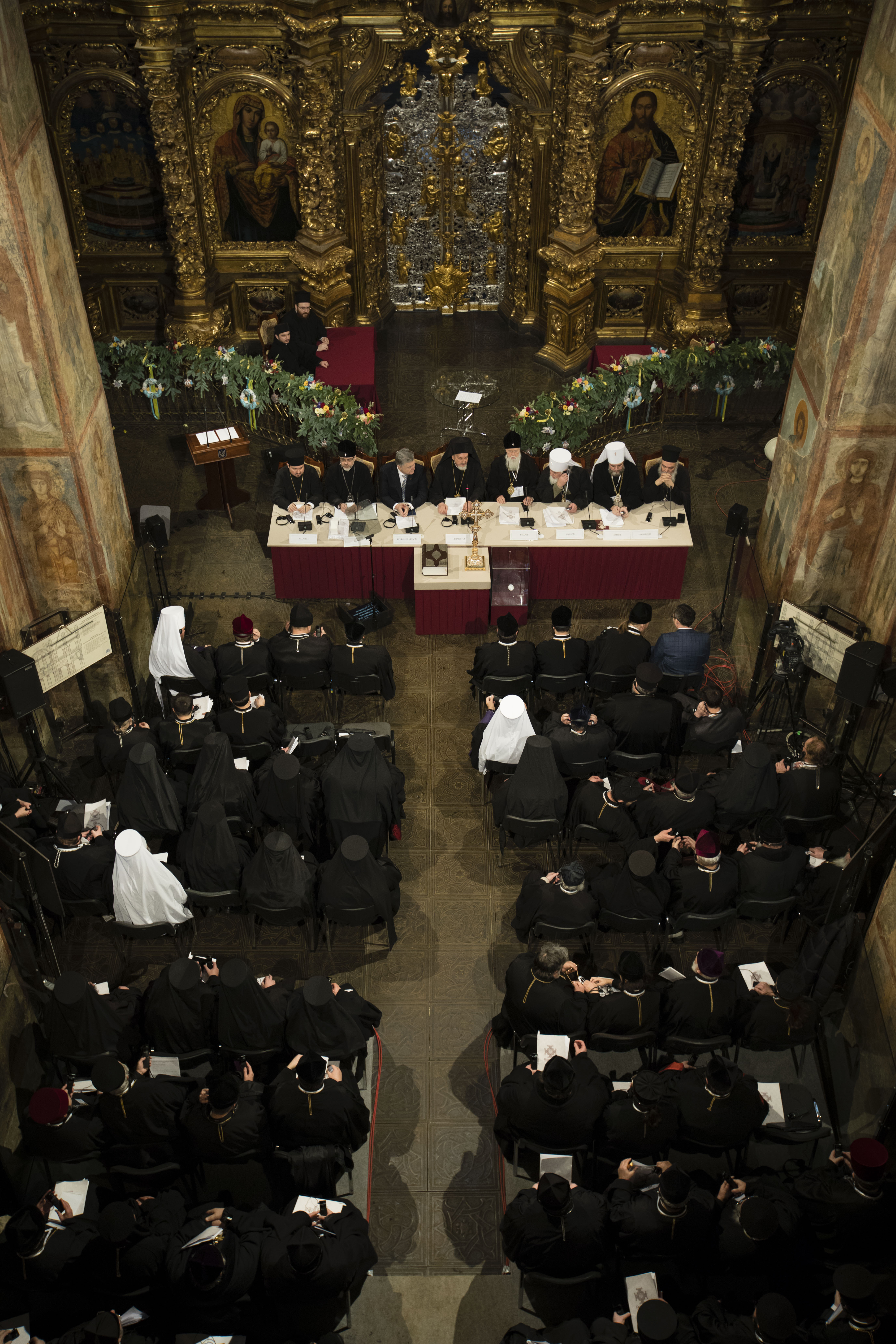
Учредительный собор ПЦУ

Согласно условиям проведения Объединительного Собора, каждый из архиереев имел право взять с собой по одному представителю от общественности и духовенства, что голосовали бы исключительно в первом туре. Вместе с митрополитом Михаилом делегатами от Волынской епархии УПЦ КП стали канцлер епархии протоиерей Николай (Цап) и депутат Волынского областного совета Николай Булыга.
15 декабря, во время первого тура Объединительного Собора православных церквей Украины, Зинкевич набрал почти равное количество голосов с двумя другими кандидатами — митрополитом Епифанием и митрополитом Симеоном (по информации религиоведа Александра Сагана, который также был участником Собора, Михаил (Зинкевич) набрал 38 голосов, Симеон (Шостацкий) — 56, а Епифаний (Думенко) — 81), однако под давлением патриарха Филарета принял решение снять свою кандидатуру, чтобы не сорвать проведение Собора. Другой делегат съезда, Николай Булыга, впоследствии отметил, что такое количество голосов митрополит Михаил набрал уже после того, как стало известно, что он будет снимать свою кандидатуру.
Некоторые СМИ сообщали, что на решение Михаила повлиял Президент Пётр Порошенко, однако впоследствии Митрополит сам возразил на это: «Патриарх Филарет заявил о том, что кандидатура, которую он выдвинул на предстоятеля, не проходит, не набирает большинства голосов, а большинство голосов набираю я… Встал вопрос: если я не снимаю своей кандидатуры, Киевский патриархат на Собор не идет. А если Киевского патриархата нет на Соборе, Собор не состоится… Президент говорил буквально следующее: Мы имеем уникальный шанс иметь в Украине единую поместную церковь. Судьба Украины, владыка, зависит от вас… То есть он не давил… Он просил найти такое компромиссное решение, которое бы устроило все стороны».
По словам Михаила, епископат вступился за него, уговаривая идти до конца и не реагировать на ультиматумы, а представители УАПЦ и УПЦ МП даже потребовали покинуть Собор, однако сам Михаил по собственным словам решил пожертвовать собственными амбициями ради как можно более быстрого создания поместной церкви. Патриарх Филарет в ответ на обвинения Михаила отметил, что его не шантажировали, а лишь уговаривали для сохранения единства.
После окончания Собора значительный резонанс вызвало заявление Михаила относительно амбиций бороться за пост наместника ПЦУ и в дальнейшем, ведь в случае смерти или добровольного отказа Предстоятеля выборы могут состояться в любое время, и молодой возраст Епифания, мол, не гарантия того, что он надолго задержится на посту. Впоследствии, митрополит Михаил отметил, что не желает Епифанию ничего злого и просто констатировал факты, ведь жизнь — это естественный процесс, и только Бог определяет отведенный человеку возраст. Кроме того, он признал Епифания как предстоятеля Православной церкви Украины и заявил, что не имеет к нему личной неприязни, хотя у каждого из них совершенно разное видение развития церкви.
5-6 января 2019 года принимал участие в церемониях подписания и вручения Томоса об автокефалии Православной церкви Украины, войдя в состав официальной делегации, прибывшей вместе с митрополитом Епифанием в Константинополь.

### Митрополит ПЦУ
В ноябре 2019 года поддержал обращение депутатов областного и Луцкого городского советов, членов общества «Просвита» и других активисты, которые попросили 25 декабря 2019 года совершить рождественское «богослужение» в кафедральном соборе и этим самым положить начало новой традиции, которые объяснили это тем, что «большинство Православных Церквей во всем мире празднуют Рождество по новому стилю… Украина до сих пор остается в советской (а теперь – российской) парадигме, празднуя Рождество 7 января в компании с агрессором Россией». 25 декабря 2019 года после литургии в Свято-Троицком кафедральном соборе Луцка заявил, что те, кто отмечают Рождество в декабре, являются «настоящими европейцами». 4 февраля 2020 года Священный Синод ПЦУ осудил решение «митрополита» Луцкого и Волынского Михаила Зинкевича праздновать Рождество Христово по новому стилю.
В ноябре 2020 года в Сети распространили фото «митрополита» Луцкого и Волынского Михаила Зинкевича в меховом манто, в котором он пришел на сессию Луцкого горсовета.
В декабре 2020 года дал интервью изданию «Главком», где обвинил иерархов ПЦУ в том, что они «прячут голову в песок». Он раскритиковал Томос об автокефалии ПЦУ, в том числе за то, что он не позволяет ПЦУ самой варить миро и иметь приходы вне Украины. Он также сказал о том, что предварительные договорённости, достигнутые накануне собора, не были соблюдены. Он заявил, что среди иерархов ПЦУ все больше проявляется симпатия к главе Киевского патриархата Филарету (Денисенко).
11 апреля 2021 года рукоположил в сан диакона Руслана Кашаюка, бывшего снайпера батальйона «Айдар», воевавшего в АТО.

## Награды
светские
- Орден «За заслуги» II степени (25 июня 2016)

церковные
- Орден святого равноапостольного князя Владимира Великого III степени (23 января 2004)
- Орден святого Георгия Победоносца (14 декабря 2006)